# Fjodor Tolboechin
Fjodor Ivanovitsj Tolboechin (Russisch: Фёдор Иванович Толбухин) (Androniki (oblast Jaroslavl), 16 juni [O.S. 1894] 4 juni - Moskou, 17 oktober 1949) was een maarschalk van de Sovjet-Unie tijdens de Tweede Wereldoorlog. Hij nam deel aan de Slag om Stalingrad als bevelhebber van het 57e Leger. Vanaf begin 1943 was hij bevelhebber van het 4e Oekraïense Front waarmee hij campagnes in de Sovjet-Unie, Roemenië, Bulgarije, Joegoslavië, Hongarije en Oostenrijk voerde. De urn met zijn as is bijgezet in de Kremlinmuur-necropolis op het Rode Plein in Moskou.
De stad Dobritsj in Bulgarije, had tussen 1949 en 1991 zijn naam, Tolboechin.

## Militaire loopbaan
- Brigadegeneraal (Kombrig): 28 november 1935[3]
- Luitenant-generaal (Komdiv): 15 juli 1938[3]
- Generaal-majoor (Генерал-майор): 4 juni 1940[3]
- Luitenant-generaal (Генерал-лейтенант): 19 januari 1943[3]
- Kolonel-generaal (Генерал-полковник): 28 april 1943[3]
- Legergeneraal (Генерал армии): 21 september 1943[3]
- Maarschalk van de Sovjet-Unie (Маршал Советского Союза): 19 september 1944[3]

## Onderscheidingen

### Keizerrijk Rusland
- Orde van Sint-Anna, 3e klasse
- Orde van Sint-Stanislaus, 3e klasse

### Sovjet-Unie
- Held van de Sovjet-Unie op 7 mei 1965 (Postuum)
- Leninorde op 19 maart 1944[4] en 21 februari 1945[4]
- Orde van de Overwinning (nr. 9) op 26 april 1945[4]
- Orde van de Rode Banier op 18 oktober 1922, 3 november 1944[4]
- Orde van Soevorov, 1e klasse op 28 januari 1943[4] en 16 mei 1944[4]
- Orde van Koetoezov, 1e klasse op 17 september 1943[4]
- Orde van de Rode Ster op 22 februari 1938
- Maarschalkster op 12 september 1944[4]
- Voor de Moedige Soldaat van het Karelisch Front
- Medaille voor de Verdediging van Stalingrad[4]
- Medaille voor de Overwinning over Duitsland in de Grote Patriottische Oorlog 1941-1945[4]
- Medaille voor de Verovering van Boedapest[4]
- Medaille voor de Verovering van Wenen[4]
- Medaille ter Herinnering aan de Achthonderdste Verjaardag van Moskou
- Jubileummedaille voor XX jaar Rode Leger van Arbeiders en Boeren
- Medaille voor de Bevrijding van Belgrado[4]
- Jubileummedaille "30 jaar Sovjet Leger en Vloot"

### Buitenlandse
- Orde van de Nationale Held (Joegoslavië)
- Held van de Volksrepubliek Bulgarije op 31 mei 1945
- Militaire Orde voor Dapperheid in de Oorlog (Koninkrijk Bulgarije)
- Orde van Georgi Dimitrov (Bulgarije)
- Orde van de Hongaarse Vrijheid
- Grootofficier in het Legioen van Eer (Frankrijk)
- Croix de guerre (Frankrijk) met Palm
- Orde van Michaël de Dappere (Roemenië), 1e, 2e en 3e klasse[4]
- Commander in het Legioen van Verdienste (Verenigde Staten)
- Ereburger van de steden Belgrado, Sofia en Dobritsj

- Bibliothèque nationale de France: cb169125118 (data)
- Gemeinsame Normdatei: 1050548884
- International Standard Name Identifier: 0000 0000 2560 491X
- Library of Congress Control Number: n85190787
- National Archives and Records Administration: 10567816
- Nationale Bibliotheek van Tsjechië: xx0196198
- Nationale Bibliotheek van Israël: 987007601345505171
- Virtual International Authority File: 70370086
- WorldCat: E39PBJkHqYWRh96h6k4j7b3RKd